# Jobson Paradis
Pour les articles homonymes, voir Paradis (homonymie).
Jobson Paradis, né le 22 février 1871 à Saint-Jean-sur-Richelieu au Québec et mort en 1926 à Guelph en Ontario, est un peintre canadien.

## Biographie
Jobson Paradis naît en 1871 à Saint-Jean-sur-Richelieu. Après des études classiques à l'Université d'Ottawa, il obtient une maîtrise en arts de l'Université Notre-Dame, en Indiana. En 1892, il quitte pour Paris et entre à l'École des Beaux-Arts de Paris, ayant pour professeur Jean-Léon Gérôme. De 1895 à 1898, il travaille comme copiste au Musée du Louvre, peaufinant sa technique en recopiant les œuvres des grands maîtres de l'époque comme Murillo, Titien, Rembrandt, de Vinci, Delacroix de même que François Boucher. Durant son séjour en sol français, il expose une seule fois, au Salon de la Société nationale des beaux-arts en 1895. C'est également à Paris qu'il rencontre sa future épouse, Élisa Perrot. Celle-ci lui sert régulièrement de modèle. Durant son séjour européen, il voyage en Bretagne, en Normandie, en Belgique et passera plusieurs mois à Rome.
De retour d'Europe, il enseigne quatre ans à son Alma Mater l'Université Notre-Dame, puis se pose à Montréal en 1903. Il devient dès cette année-là professeur au Conseil des Arts et Manufactures de Montréal, poste qu'il occupe jusqu'en 1913. Il enseigne entre autres à Edmond-Joseph Massicotte, Frédéric Coburn, Alfred Laliberté, Marc-Aurèle Fortin et Adrien Hébert. En 1907, il acquiert une maison de Saint-Eustache, qu'il utilise comme atelier et qu'il fréquente à tous les étés. 
De 1905 à 1924, il participe régulièrement aux expositions de l'Art Association of Montreal, qui deviendra plus tard le Musée des Beaux-Arts de Montréal. Entre 1907 et 1910, il expose également ses œuvres à la Royal Canadian Academy à Ottawa. Au milieu des années 1910, il est engagé comme traducteur à Ottawa. 
En 1926, il meurt de tuberculose, dans un sanatorium de Guelph, en Ontario. 

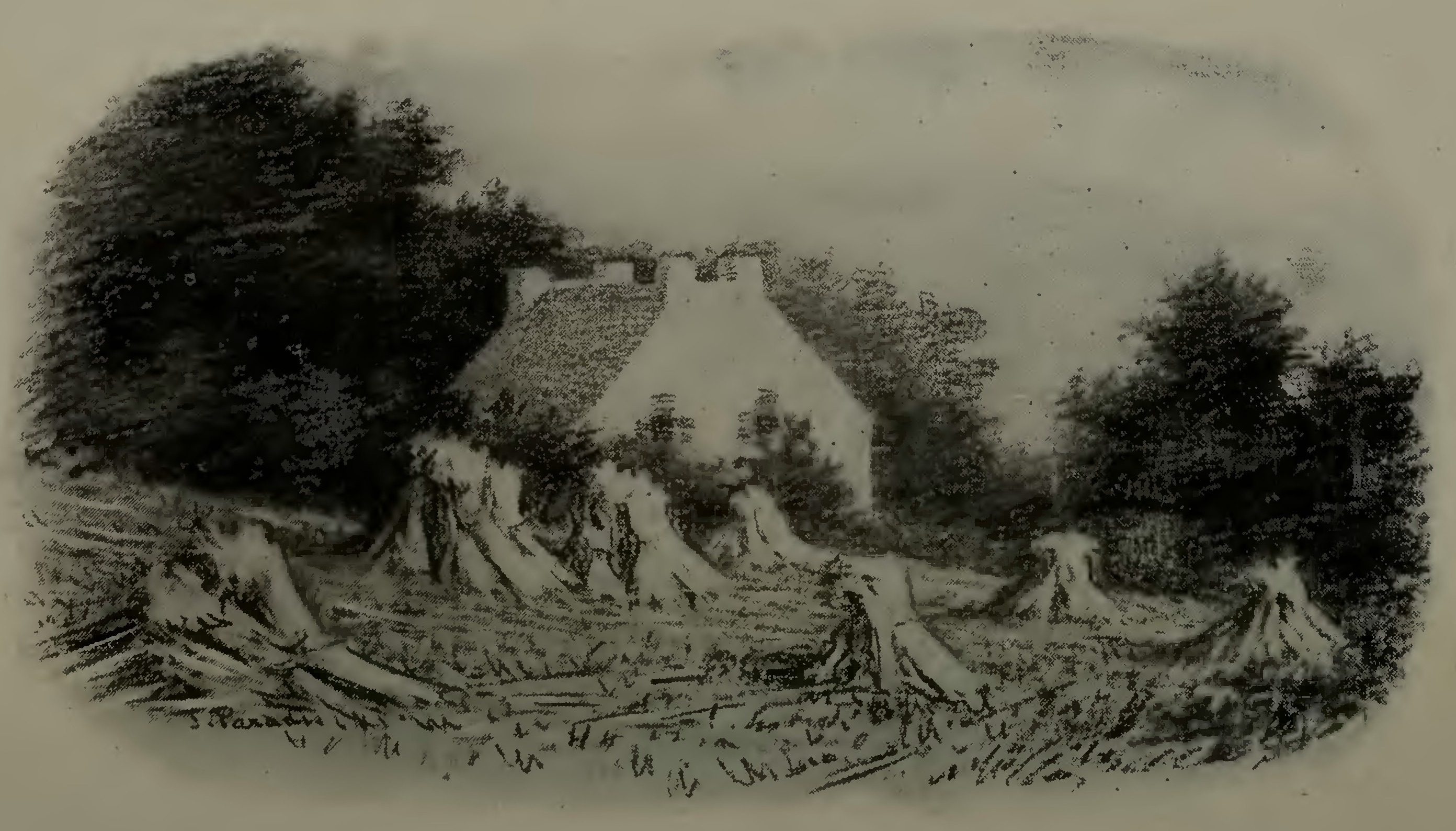
Les ferments, 1917

## Collections et Œuvres
En 1978, le Musée national des beaux-arts du Québec acquiert de la fille de l'artiste un fonds de 207 oeuvres. Le tout contient principalement des fusains et des sanguines représentant des scènes de rues, des portraits et des paysages, dont une très rare peinture à l'huile Le Paysage d'Arthabaska . Quelques tableaux de Saint-Eustache sont conservés aux Archives nationales du Canada à Ottawa. 

## Expositions

### Collectives
- 1909 : Exposition d'Art Canadien, Art Association of Montreal, Maurice Cullen, Arthur-Dominique Rosaire, Edward Finlay Boyd, William Henry Clapp, Henri Beau, William Brymner, Joseph Saint-Charles, René-Charles Béliveau, Ulric Lamarche, James Wilson Morrice, Jobson Paradis, Alfred Laliberté[3]’[7].

### Posthumes
- 1991-1995 : La collection des dessins et estampes. Exposition tenue au Musée du Québec du 16 mai au 28 septembre 1991. L'exposition est également présentée en itinérance au: Musée de Charlevoix, Pointe-au-Pic, du 6 octobre au 14 novembre 1993, au Musée d'art de Joliette, du 1er décembre 1993 au 6 février 1994, au Musée régional de Rimouski, du 15 mars au 30 avril 1994, au Centre culturel de Drummondville, du 18 septembre au 23 octobre 1994, à l'Université de Sherbrooke, du 30 octobre au 11 décembre 1994 et enfin au Musée régional de la Côte-Nord, du 29 janvier 1994 au 5 mars 1995[3].